# Ascobolus immersus

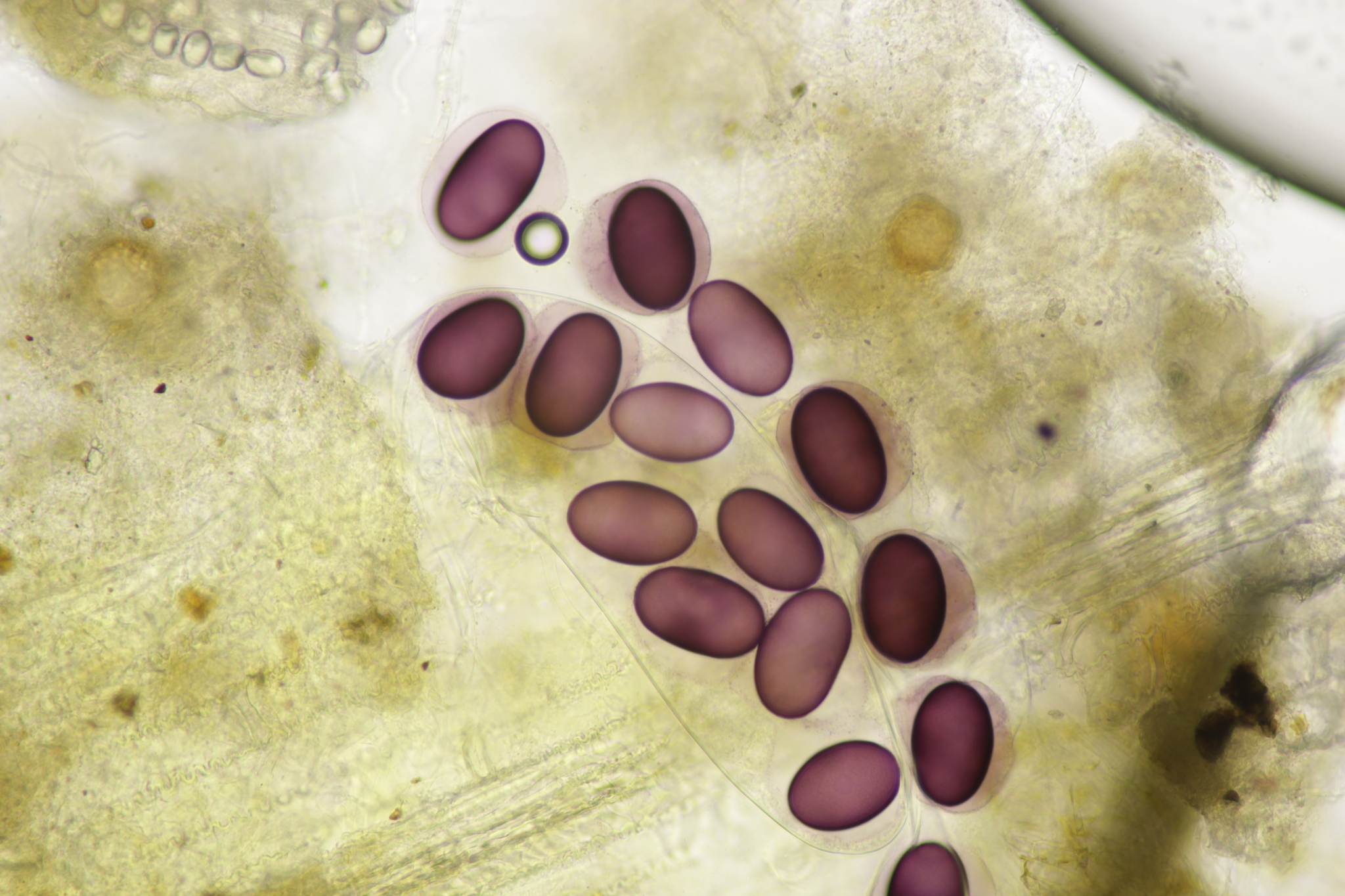
Worek z zarodnikami

Ascobolus immersus Berk. & Broome – gatunek grzybów z rodziny Ascobolaceae.

## Systematyka i nazewnictwo
Pozycja w klasyfikacji według Index Fungorum: Ascobolus, Ascobolaceae, Pezizales, Pezizomycetidae, Pezizomycetes, Pezizomycotina, Ascomycota, Fungi.
Po raz pierwszy opisał go w 1794 r. Christiaan Hendrik Persoon na odchodach bydła domowego i nadana przez niego nazwa naukowa jest aktualna. Ma 10 synonimów. Niektóre z nich:
- Dasyobolus immersus (Pers.) Sacc. 1895
- Dasyobolus porphyrosporus (Hedw.) Sacc. 1895
- Octospora porphyrospora Hedw. 1789
- Peziza porphyrospora (Hedw.) Lam. 1816[2].

## Morfologia
Askokarpy typu apotecjum, występujące zwykle w rozproszeniu, beztrzonowe, o średnicy 500–1200 µm, początkowo zamknięte, o kształcie kulistym do jajowatego, w miarę dojrzewania przechodzące w kuliste lub gruszkowate z 3–7 odsłoniętymi i wystającymi workami z askosporami, które można łatwo zaobserwować pod mikroskopem stereoskopowym. Powierzchnia o barwie od żółtej przez ciemnożółtą do zielonkawobrązowej. Hymenium złożone z kilku odsłoniętych worków. Hypotecjum cienkie, zbudowane z małych, izodiametrycznych komórek, słabo widoczne. Ekscypulum zbudowane z komórek kanciastych, półkulistych lub podłużnych (textura angularis i textura globosa). Parafizy nitkowate, proste lub rozgałęzione, septowane, szkliste, o grubości 2–3 μm, w niektórych apotecjach zanurzone w zielonkawo-żółtej substancji. Worki 8-zarodnikowe, szeroko maczugowate, 394–445 × 107–130 μm, z krótkim trzonkiem, o zaokrąglonej górnej części, przed wyzwoleniem zarodników znacznie dłuższe, osiągające długość 690–700 μm. Dojrzałe askospory w dwóch rzędach lub nieregularnie rozmieszczone w workach, o zmiennej morfologii, podłużne do elipsoidalnych, czasami półkuliste, w młodym wieku szkliste, później nabierające fioletowej barwy, ostatecznie o barwie od czerwonej do fioletowobrązowej, gładkie lub z jedną do kilku gutuli, o wymiarach 57,5–62,5 × 30–35 µm, otoczone grubą galaretowatą osłoną.
.Od innych gatunków Ascobolus można go łatwo odróżnić po bardzo dużych askosporach otoczonych wyraźną galaretowatą otoczką.

## Zasięg występowania i siedlisko
Ascobolus immersus występuje na wszystkich kontynentach poza Antarktydą. Najwięcej jego stanowisk podano w Europie. W Polsce w 2006 r. M.A. Chmiel przytoczyła kilkanaście stanowisk, w późniejszych latach podano następne.
Grzyb koprofilny rozwijający się na odchodach zwierząt roślinożernych. Jest jednym z najczęściej spotykanych grzybów występujących na odchodach zwierząt roślinożernych.